# Нюман, Лена
Лена Нюман (швед. Lena Nyman; 23 мая 1944, Стокгольм — 4 февраля 2011, там же) — шведская актриса, первую известность получившая в фильмах Вильгота Шёмана.

## Биография
Лена Нюман начала сниматься в 1955 году, сыграв Грету в экранизации романа Астрид Линдгрен «Расмус-бродяга» и Хелену Томассон в криминальной драме «Опасные обещания».
В 1964 году она получила свою первую роль у Вильгота Шёмана, снявшись в фильме «491». Известность ей принесли фильмы «Я любопытна — жёлтый» (1967) и его продолжение «Я любопытна — синий» (1968), получившие скандальную (из-за откровенности некоторых сцен) популярность псевдодокументальные ленты, в которых она под собственным именем брала интервью у известных деятелей политики и культуры. Фильмы (первый из которых принёс актрисе премию «Золотой жук», 1968) сделали её «знаковой фигурой шведского кино». С 1969 года Лена Нюман — актриса Королевского драматического театра и городского театра Стокгольма.
Позже Лена Нюман снималась во многих фильмах Ханса Альфредсона и Тага Даниелссона («Release the Prisoners to Spring», 1975; «The Adventures of Picasso», 1978) и др. и вместе с ними выступала во многих ревю на стокгольмских сценах. В 1978 году Нюман вместе с Ингрид Бергман и Лив Ульман снялась в фильме «Осенняя соната»; её работа над бессловессной, психологически сложной ролью Хелены, психически больной дочери главной героини, получила высокие оценки критиков.
В числе лучших ролей актрисы отмечались королева в телефильме «Королева Кристина» (1981), Ловиса в фильме «Ронья — дочь разбойника» (1984, по одноименной повести Астрид Линдгрен) и Буэль в комедии «Усы и горох» (1986). В 2007 году Нюман была номинирована на премию «Золотой жук» за роль Эдит в комедии Аннет Винблад «Создать пуделя» (2006).
Лена Нюман умерла 4 февраля 2011 года.

## Фильмография (избранное)
- 1967 — Я любопытна — жёлтый (Jag är nyfiken — en film i gult)
- 1968 — Я любопытна — синий (Jag är nyfiken — en film i blått)
- 1975 — Белая стена (Vita väggen)
- 1978 — Осенняя соната (Autumn Sonata)
- 1978 — Приключения Пикассо (Adventures of Picasso)
- 1982 — Бесхитростное убийство (Enfaldige mördaren)
- 1984 — Роня, дочь разбойника (Ronia, the Robber’s Daughter)
- 1996 — Такова жизнь (Sånt är livet)